# بی‌ان‌اس ویتری
بی‌ان‌اس ویتری (به انگلیسی: BNS Vatiary) یک کشتی است.